# Bílsko (Strakonicei járás)
Bílsko falu és önkormányzat (obec) Csehország Dél-csehországi kerületének Strakonicei járásában. Területe 11,32 km², lakosainak száma 217 (2008. 12. 31). A falu Strakonicétől mintegy 17 km-re délkeletre, České Budějovicétől 37 km-re északnyugatra, és Prágától 107 km-re délre  fekszik. A falu kiemelkedő épülete a Szent Jakab templom, mely 1350-ben épült.
A falu első írásos említése 1352-ból származik.

## Az önkormányzathoz tartozó települések
- Bílsko
- Netonice
- Záluží

## Népesség
A település népessége az elmúlt években az alábbi módon változott:
| Lakosok száma | 551  | 566  | 585  | 372  | 258  | 206  | 208  | 199  | 214  | 208  |
|               | 1869 | 1890 | 1921 | 1950 | 1980 | 2001 | 2017 | 2019 | 2022 | 2024 |